# Kali
Pour les articles homonymes, voir Kali (homonymie).
Kali (en sanskrit काली (Kālī) ou कालिका (Kālikā)) est, dans l'hindouisme, la déesse de la préservation, de la transformation et de la destruction. C'est une forme terrifiante de Pārvatī représentant le pouvoir destructeur du temps. Son nom dérive du mot kālá, le temps en sanskrit, celui qui détruit toute chose. Celui qui la vénère est libéré de la peur de la destruction. Elle détruit le mal sous toutes ses formes et notamment les branches de l'ignorance (avidyā), comme la jalousie ou la passion.
Kali est considérée comme la force qui détruit les esprits mauvais et qui protège les dévots. Elle est la parèdre noire de Shiva qui lui, couvert de cendres, est blanc ; c'est sa shakti, le principe actif et extériorisé d'une divinité masculine. Elle était déjà présente dans les Vedas, comme étant une des sept langues de feu du dieu Agni (la même racine que le mot latin ignis). Elle est l'équivalent des déesses Durgâ et Châmundâ.
Ramakrishna, pour qui Kali était la « Mère divine », parle du « jeu de Kali », qualifiant ses différentes manifestations.

## Mythe
Sous le nom de Chamunda, elle fut chargée de tuer l'asura Rakta-Vija (de rakta, sang, bija, graine) en buvant tout son sang, car chaque goutte tombée sur le sol engendrait un nouvel asura. Elle finit par consommer sa chair.[réf. nécessaire]

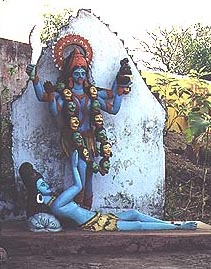
Autel de Kali dans la campagne orissaise.

Nous retrouvons souvent la représentation de Kali qui marche sur Shiva. L'histoire est qu'un démon prit la forme du Dieu destructeur Shiva pour s'attaquer à Kali, elle le remarqua, et le tua aussitôt. On prétend aussi qu'après la destruction des géants, Kali agitée et emportée par l'ivresse de sa victoire fit trembler le monde ; aussi à la demande des autres dieux, Shiva voulut l'arrêter mais la déesse ne le remarqua pas et le piétina. Lorsqu'elle eut remarqué son irrespect, elle tira la langue de honte. C'est souvent cette histoire qui est représentée dans les images et les statues de Kali.
C'est la déité tutélaire des Thugs, des assassins rituels présents au Bengale et en Orissa jusqu'au XIXe siècle, que les Britanniques combattirent jusqu'à les faire disparaître dans les années 1830. L'importance du culte de Kali dans l'est de l'Inde indique peut-être qu'elle trouve son origine dans une divinité de tribus aborigènes, tribus très nombreuses dans la région.
Dans le Sud de l'Inde existe la tradition d'un concours de danse entre Kali et Shiva Nataraja, le seigneur de la danse, le créateur du Bharata Natyam, la danse classique du Tamil Nadu. Certains y voient le souvenir d'une victoire des shivaïtes locaux sur les dévots d'une divinité féminine locale, Pidari peut-être.
Une autre légende de Kali dit qu'elle se serait formée de la peau morte de la déesse Lakshmi qui expliquerait sa couleur noire.[réf. souhaitée]

## Représentation

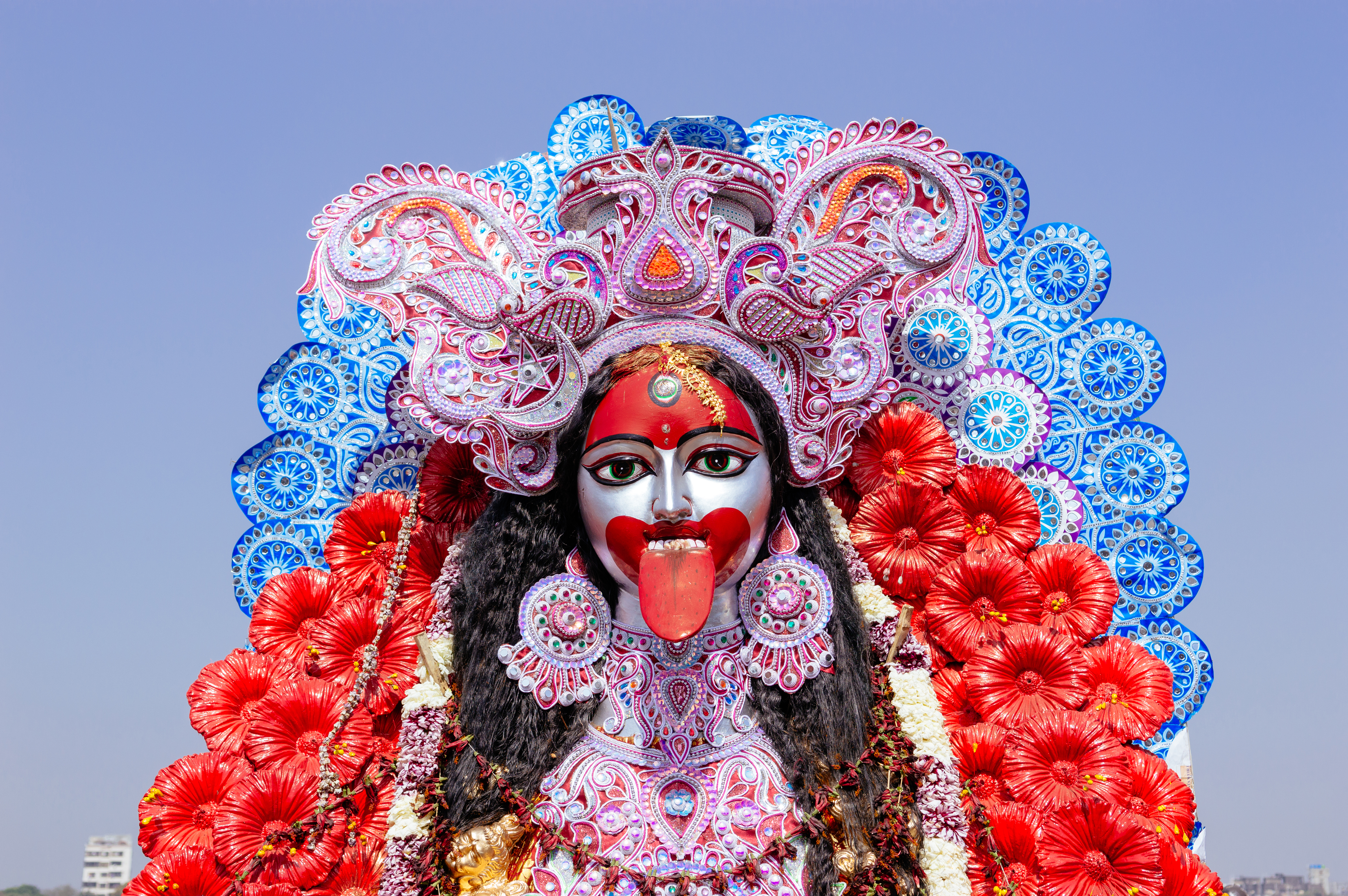
Idole de la déesse Kali pour la fête du Visarjan ou Immersion dans les eaux de la rivière Hooghly. Mars 2019.

Elle est représentée nue, le regard féroce et la langue tirée, portant un long collier, descendant parfois à ses genoux, composé de crânes humains, dansant sur le corps de Shiva, qui en position de cadavre réclame son indulgence, allongé sur le dos.
Elle porte souvent un pagne formé de bras coupés, tient une tête décapitée dans une main, une épée, le pouvoir de la destruction, dans l'autre. La forme Bhadrakali possède plusieurs paires de bras, représentant les points cardinaux.
Son culte est surtout développé dans le Bengale, qui inspira nombre de poètes chantant leur dévotion à leur déesse, tel Ramprasad Sen.
Pour le dévot, elle est vêtue de l'univers, elle est l'image d'une mère protectrice, et les crânes de son collier représentent les 51 lettres du sanscrit.

## Divers

### Toponymie
Selon une étymologie courante, Kali a donné son nom à Kolkata par l'intermédiaire de Kalikata, un des trois villages loués à la Compagnie anglaise des Indes orientales, à l'origine de la ville. Hors de l'Inde, on trouve deux temples dédiés à Kali à Singapour.

### Littérature
- La déesse Kali apparaît aussi comme protagoniste de la nouvelle Kâli décapitée de Marguerite Yourcenar (dans le recueil Nouvelles orientales).

- Kali apparaît également dans le recueil de nouvelle Les contes de la fée verte de Poppy Z. Brite dans la nouvelle intitulée Calcutta, seigneur des nerfs.

- Elle apparaît aussi comme figure centrale dans la poésie de Dimitri Kitsikis, L'Orocc, dans l'âge de Kali, Éditions Naaman, 1985,  (ISBN 2-89040-359-9).

- Au XIXe siècle, Kali fut le principal sujet des poèmes de Ramprasad Sen, toujours très populaires aujourd'hui en Inde.

- Elle apparaît également comme fil conducteur du roman Le Chant de Kali de Dan Simmons.

- Dans les romans La Vampire de Christopher Pike, elle s'incarne dans le personnage de Kalika, tome 4 et 5.

- Dans le manga Black Butler, elle est une déesse importante que prient deux personnages indiens : le prince Soma Asman Kadar et Aghni.

- Kali est aussi réincarnée dans l'un des personnages principaux de la bande dessinée Mytho, « Chami » Chamunda.

- Dans sa pièce Médée Kali publiée en 2003, Laurent Gaudé fait un syncrétisme entre l'Orient et l'Occident. À travers ce métissage culturel il réécrit l'histoire de ces deux déesses et confronte deux relations différentes avec la mort.

- La déesse Kali apparaît dans le Cycle de la Compagnie Noire, de Glen Cook, sous le nom de Kina, vénérée par une secte de thugs étrangleurs.

- La déesse Kali, adorée par les Thugs, est citée dans le roman Confessions d'un Thug écrit par  Philipp Meadows Taylor en 1839.

- Elle est le fil conducteur du roman Kali de Yanne Dimay en 1997.

- Elle est au centre d'une aventure de Bob Morane (auteur: Henri Vernes) intitulée "La marque de Kâli" éditée en 1956, Collection Marabout Junior n°74

### Poème dédié à Kali par Rampraçad Sen (1718-1775)
« Ô esprit ! Pourquoi t'abandonner aux pensées vaines ?/Ce faste rituel et ce culte sont vains,/Qui accroissent encore la vanité de l'esprit !/ Que ta prière à Elle soit secrète, que nul n'en sache./ À quoi bon ces poupées de métal ou de cuivre ou de terre ?/ Ne sais-tu pas, insensé, que l'univers entier est l'image de la Mère ?/ Tu apportes une poignée de graines, effronté,/ comme une offrande à la Mère, à Celle/ qui nourrit le monde d'aliments délicieux !/ À quoi bon, fou, illuminer ainsi/ de lanternes, de bougies et de lampes ?/ Fais plutôt que grandisse la lumière de l'esprit,/ qu'il dissipe sa propre ténèbre, nuit et jour./ Tu as amené d'innocentes chevrettes au sacrifice./ Égoïsme cruel !... Pourquoi ne pas dire : VICTOIRE A KALI !/ Et sacrifier tes passions, ennemies véritables./ Pourquoi frapper les tambourins ?/ Dépose plutôt ton esprit à Ses pieds en disant :/ Que ta volonté, ô Kali, soit faite !/ Et puis bat des mains.// Plus je ne t'invoquerai par ce doux nom, Mère !/ Tu m'as donné d'innombrables chagrins/ Et m'en réserves plus encore, je le sais !/ J'avais une maison, une famille et me voilà/ par ta grâce dépossédé de tout sur terre./ Que puis-je endurer d'autre, je ne saurai le dire./ Qui ne sait que je dois mendier pour mon pain/ de porte en porte ? Et pourtant, je suis dans l'attente./ Un enfant ne doit-il pas vivre, sa mère morte ?/ Rampraçad était bien l'enfant de sa Mère,/ mais toi, ô Mère, tu as traité ton fils en ennemi./ Si, aux yeux de sa mère, l'enfant souffre à ce point,/ à quoi bon cette Mère pour l'enfant, cette Mère ?/ Ô Mère, quel est ce crime que j'expie/ durant ma longue vie dans la prison du monde ?/ Le matin, je travaille ; combien dure est ma part./ Je m'en vais çà et là gagner un salaire sans honneur./ Quelle désillusion rongeuse me possède !/ Et cependant, ô Mère, par quels charmes profonds/ n'as-tu pas attaché mon âme à ce vain monde !/ En m'appelant sur cette terre, innombrables/ ont été les peines assemblées le long de mon destin./ Elles me consument et le jour et la nuit./ Oh ! Mère, je ne désire plus la vie ! »

— Ramprasad Sen, A la Mère Divine.

### Cinéma
- Kali est la déesse vénérée par les Thugs dans le film de George Stevens, Gunga Din (1939).
- La Déesse (1960) un drame psychologique de Satyajit Ray. L'épouse d'un fils d'un seigneur du Bengale est considérée comme l'Avatâr (« Descente ») de la déesse Kali[6].
- Kali devient Kaili, déesse indienne à huit bras, dans le film, autant musical que burlesque, Help! (1965) de Richard Lester où figurent les Beatles en tête d’affiche. Effectuant un sacrifice humain, les adorateurs de la divinité s’aperçoivent qu’il manque la bague indispensable au rituel. Le précieux anneau est porté par Ringo Starr.
- Kali est la déesse vénérée par les Thugs dans le film de Steven Spielberg, Indiana Jones et le Temple maudit (1984).

### Séries télévisées
- Dans la série TV Highlander (1992), cette déesse est vénérée par Kamir, un assassin Thug (qui est aussi un Immortel), et que McLeod rencontra pour la première fois au XVIIIe siècle en Inde, avant de le retrouver lors d'une exposition consacrée à l'Inde.
- Kali est la déesse hindoue dans la série Supernatural (épisode 19, saison 5).
- Kali est aussi présente dans un épisode de Xena, la guerrière (épisode 16 saison 4)
- Dans le manga Black Butler, Le Prince Soma et Agni prient la déesse Kali. On apprend également que la main droite d'Agni serait possédée par la déesse (saison 1 épisode 13)
- La déesse Kali apparaît aussi dans un épisode en trois parties de la saison 2 de la série Sanctuary intitulé Le culte de Kali. Kali apparaît alors sous la forme d'une vision ainsi que sous la forme de « Big Bertha », un puissant phénomène arachnoïde pouvant créer des raz de marée.
- Dans la série Grimm, les phansigars (Wesen principaux de l'épisode) vénèrent la déesse Kali à qui ils sacrifient tous les trois ans un jeune couple qu'ils enterrent vivant (Saison 4, Épisode 6, Les disparus).

### Informatique
- Kali apparaît dans le jeu vidéo Spelunky, le joueur peut sacrifier certains personnages pour elle ou au contraire provoquer sa colère s'il détruit son autel.
- Kali apparaît aussi dans le MOBA Smite, en tant qu'assassin.
- On peut aussi la voir dans le MMORPG Dragon Nest ou elle incarne un personnage jouable qui a perdu sa famille et son village.

### Hommage artistique
- La déesse Kali est une des 1 038 femmes représentées dans l'œuvre contemporaine The Dinner Party de Judy Chicago, aujourd'hui exposée au Brooklyn Museum. Cette œuvre se présente sous la forme d'une table triangulaire de 39 convives (13 par côté). Chaque convive étant une femme, figure historique ou mythique. Les noms des 999 autres femmes figurent sur le socle de l'œuvre. La déesse Kali est la quatrième convive de l'aile I de la table, elle y figure entre Ishtar et la déesse serpent[7].

- Le groupe de black metal Suédois Dissection a composé une chanson en hommage à la Déesse dans le morceau 'Maha Kali' de l'album Reinkaos.
- Le groupe de black metal tchèque Cult of Fire a composé un album मृत्यु का तापसी अनुध्यान (Ascetic Meditation of Death) qui parle exclusivement de la déesse.
- Le groupe de rock psychédélique Black Magick SS a composé une chanson nommé 'Kali' dans l'album Rainbow Nights. Faisant référence aux fonctions de mort et de destruction de la Déesse.